# Gheorghe Spacu
Gheorghe Spacu, né le 5 décembre 1883 à Iași et mort le 23 juillet 1955 à Bucarest, est un chimiste roumain, spécialiste de chimie inorganique. 
Il a fréquenté le Collège national de Iași (ro) de 1894 à 1901. Il s'est ensuite inscrit à la section de physique et de chimie de la faculté des sciences de l'Université de Iași. Il a compté parmi ses professeurs Petru Poni (chimie inorganique), Vasile Buțureanu (ro) (minéralogie et cristallographie), Anastasie Obregia (ro) (chimie organique) et Dragomir Hurmuzescu (ro) (électrochimie). Après avoir obtenu son diplôme en 1905, il approfondit ses études à l'Université de Vienne puis à celle de Berlin. De retour en 1907, il commence à travailler comme assistant au laboratoire de chimie inorganique de Neculai Costăchescu (ro) et est promu chef des opérations en 1916. Cette année-là, il reçoit un doctorat en chimie après avoir soutenu une thèse sur les composés du fer. Après Costăchescu, il a été la deuxième personne à recevoir un doctorat en chimie d'une université roumaine. Par la suite, il a été nommé professeur associé à l'Université de Iași. 
En 1919, après l’union de la Transylvanie avec la Roumanie (en) et la fondation de l’Université de Cluj, il fut invité à enseigner en tant que professeur associé de chimie inorganique et analytique. Il est promu professeur titulaire en 1922. À Cluj, il crée une école de chimie, crée et fournit des laboratoires pour les étudiants et les chercheurs et conseille seize doctorants. Il a formé entre autres Raluca Ripan, Ilie G. Murgulescu, Petru Spacu (ro) et Coriolan Drăgulescu (ro). Petru, son fils unique, travailla dans le département de son père après l'obtention d'un doctorat, avant de s'installer à Bucarest. Sur les 274 articles scientifiques de Gheorghe Spacu, environ les deux tiers ont été écrits alors qu'il était à Cluj. Ceux-ci ont été généralement publiés dans le bulletin de la société scientifique locale, dont il fut membre fondateur en 1921. Il fut élu membre correspondant de l'Académie roumaine en 1927 et promu membre titulaire en 1935 . Il a été doyen adjoint de la faculté des sciences en 1923-1924, doyen en 1924-1925, recteur de l'université en 1925-1926 et recteur assistant en 1926-1927. 
En 1939, il est invité à rejoindre le département de chimie inorganique et analytique de l'Université de Bucarest, où il commence à travailler en octobre 1940. Comme auparavant, il s'est concentré sur la création de laboratoires et la formation de chimistes. Maria Brezeanu (ro) fut l'une de ses étudiantes au doctorat. Au cours de sa période à Bucarest, ses travaux ont paru dans le bulletin de la section scientifique de l'Académie. Il a reçu trois prix des autorités communistes : le prix d'État en 1952 et 1954 et l'ordre du travail en 1953. Il a continué à travailler jusqu'à sa mort en 1955. 